# Donald Audette
Donald Audette (Laval, Québec, Kanada, 1969. szeptember 23. –) profi jégkorongozó.

## Karrier
Komolyabb junior karrierjét a QMJHL-ben a Laval Titanban kezdte 1986-ban és 1989-ig itt játszott. az 1989-es NHL-drafton a Buffalo Sabres választotta ki a kilencedik kör 183. helyén. Felnőtt pályafutását az AHL-es Rochester Americansban kezdte 1989-ben. Nagyszerűen játszott és az év újonca lett. A szezon végén játszott az NHL-ben a Buffalo Sabresben a rájátszásban. A következő szezonban mindössze 13 mérkőzésen lépett jégre összesen az Americansban és a Sabresben mert elszenvedett egy súlyos térdsérülést. A következő két idényt a Sabresben játszotta valamint hat mérkőzést az Americansban. Még öt idényt játszott a Sabresben (1993–1998) majd a Los Angeles Kingshez szerződött két évre. Ezután két évre a Atlanta Thrashershez került. 2000–2001-ben az Atlantában 64 mérkőzésen 71 pontot szerzett majd 12 mérkőzésre visszakerült a Sabreshez. A következő idényt a Dallas Starsban és a Montréal Canadiensben töltötte. 2002–2003-ban a Montréal leküldte az AHL-es Hamilton Bulldogsba 11 mérkőzésre de 54-et a Canadiensben játszott. Utolsó idényében még játszott a montréali alakulatban majd átcserélték a Florida Panthersbe. 2004-ben vonult vissza. Jelenleg a Canadiens játékos megfigylője.

## Díjai
- QMJHL Első All-Star Csapat: 1989
- Guy Lafleur-trófea: 1989
- AHL Első All-Star Csapat: 1990
- Dudley "Red" Garret-emlékdíj: 1990
- NHL All-Star Gála: 2001

## Karrier statisztika
| 1986–1987         | Laval Titan         | QMJHL             | 66  | 17  | 22  | 39  | 36  | 14 | 2  | 6  | 8  | 10 |
| 1987–1988         | Laval Titan         | QMJHL             | 63  | 48  | 61  | 109 | 56  | 14 | 7  | 12 | 19 | 20 |
| 1988–1989         | Laval Titan         | QMJHL             | 70  | 76  | 85  | 161 | 123 | 17 | 17 | 12 | 29 | 43 |
| 1989–1990         | Rochester Americans | AHL               | 70  | 42  | 46  | 88  | 78  | 15 | 9  | 8  | 17 | 29 |
| 1989–1990         | Buffalo Sabres      | NHL               | —   | —   | —   | —   | —   | 2  | 0  | 0  | 0  | 0  |
| 1990–1991         | Rochester Americans | AHL               | 5   | 4   | 0   | 4   | 2   | —  | —  | —  | —  | —  |
| 1990–1991         | Buffalo Sabres      | NHL               | 8   | 4   | 3   | 7   | 4   | —  | —  | —  | —  | —  |
| 1991–1992         | Buffalo Sabres      | NHL               | 63  | 31  | 17  | 48  | 75  | —  | —  | —  | —  | —  |
| 1992–1993         | Rochester Americans | AHL               | 6   | 8   | 4   | 12  | 10  | —  | —  | —  | —  | —  |
| 1992–1993         | Buffalo Sabres      | NHL               | 44  | 12  | 7   | 19  | 51  | 8  | 2  | 2  | 4  | 6  |
| 1993–1994         | Buffalo Sabres      | NHL               | 77  | 29  | 30  | 59  | 41  | 7  | 0  | 1  | 1  | 6  |
| 1994–1995         | Buffalo Sabres      | NHL               | 46  | 24  | 13  | 37  | 27  | 5  | 1  | 1  | 2  | 4  |
| 1995–1996         | Buffalo Sabres      | NHL               | 23  | 12  | 13  | 25  | 18  | —  | —  | —  | —  | —  |
| 1996–1997         | Buffalo Sabres      | NHL               | 73  | 28  | 22  | 50  | 48  | 11 | 4  | 5  | 9  | 6  |
| 1997–1998         | Buffalo Sabres      | NHL               | 75  | 24  | 20  | 44  | 59  | 15 | 5  | 8  | 13 | 10 |
| 1998–1999         | Los Angeles Kings   | NHL               | 49  | 18  | 18  | 36  | 51  | —  | —  | —  | —  | —  |
| 1999–2000         | Los Angeles Kings   | NHL               | 49  | 12  | 20  | 32  | 45  | —  | —  | —  | —  | —  |
| 1999–2000         | Atlanta Thrashers   | NHL               | 14  | 7   | 4   | 11  | 12  | —  | —  | —  | —  | —  |
| 2000–2001         | Atlanta Thrashers   | NHL               | 64  | 32  | 39  | 71  | 64  | —  | —  | —  | —  | —  |
| 2000–2001         | Buffalo Sabres      | NHL               | 12  | 2   | 6   | 8   | 12  | 13 | 3  | 6  | 9  | 4  |
| 2001–2002         | Dallas Stars        | NHL               | 20  | 4   | 8   | 12  | 12  | —  | —  | —  | —  | —  |
| 2001–2002         | Montréal Canadiens  | NHL               | 13  | 1   | 5   | 6   | 8   | 12 | 6  | 4  | 10 | 10 |
| 2002–2003         | Montréal Canadiens  | NHL               | 54  | 11  | 12  | 23  | 19  | —  | —  | —  | —  | —  |
| 2002–2003         | Hamilton Bulldogs   | AHL               | 11  | 5   | 5   | 10  | 8   | —  | —  | —  | —  | —  |
| 2003–2004         | Montréal Canadiens  | NHL               | 23  | 3   | 5   | 8   | 16  | —  | —  | —  | —  | —  |
| 2003–2004         | Florida Panthers    | NHL               | 28  | 6   | 7   | 13  | 22  | —  | —  | —  | —  | —  |
| QMJHL Összesített | QMJHL Összesített   | QMJHL Összesített | 199 | 141 | 168 | 309 | 215 | 45 | 26 | 30 | 56 | 73 |
| AHL Összesített   | AHL Összesített     | AHL Összesített   | 81  | 54  | 53  | 107 | 90  | 15 | 9  | 8  | 17 | 29 |
| NHL Összesített   | NHL Összesített     | NHL Összesített   | 735 | 260 | 249 | 509 | 584 | 73 | 21 | 27 | 48 | 46 |